# Viña Magna-Cropu/Saison 2007
Mannschaft und Erfolge des Team Viña Magna-Cropu in der Saison 2007.

## Erfolge

### Erfolge in der UCI America Tour
In den Rennen der UCI America Tour Saison 2007 der UCI America Tour gelangen die nachstehenden Erfolge.
| Datum       | Rennen                   | Sieger       |
| 13. Februar | 1. Etappe Kuba-Rundfahrt | Víctor Gomes |
| 15. Februar | 3. Etappe Kuba-Rundfahrt | Bruno Lima   |
| 18. Februar | 6. Etappe Kuba-Rundfahrt | Bruno Lima   |

### Erfolge in der UCI Europe Tour
In den Rennen der UCI Europe Tour Saison 2007 der UCI Europe Tour gelangen die nachstehenden Erfolge.
| Datum        | Rennen                           | Sieger          |
| 22. April    | 5. Etappe Ciclista a Mallorca    | Diego Gallego   |
| 2. August    | 2. Etappe Vuelta Ciclista a León | Víctor Gomes    |
| 4. August    | 4. Etappe Vuelta Ciclista a León | Carlos Torrent  |
| 8. August    | 2. Etappe Tour des Pyrénées      | Iván Gilmartín  |
| 9. August    | 3. Etappe Tour des Pyrénées      | Sergio Pardilla |
| 6.–9. August | Gesamtwertung Tour des Pyrénées  | Sergio Pardilla |

## Mannschaft

### Zugänge – Abgänge
| Zugänge              | Team 2006            | Abgänge           | Team 2007          |
| -------------------- | -------------------- | ----------------- | ------------------ |
| Iván Gilmartín       | Kaiku                | Andrey Amador     | Unbekannt          |
| Bruno Lima           | Maia Milaneza        | Carlos Capitan    | Neoprofi           |
| David Martín         | Barbot-Halcon        | Alexis Castro     | Colombia Es Pasion |
| Enrique Mata Cabello | Neoprofi             | Gerardo Fernández | Unbekannt          |
| Martin Mata Cabello  | Grupo Nicolas Mateos | Óscar Grau        | Unbekannt          |
| Alberto Rodríguez    | Massi                | Sergio Herrero    | Unbekannt          |

### Kader
| Name                 | Geburtstag         | Nationalität |
| -------------------- | ------------------ | ------------ |
| Juan José Abril      | 12. Januar 1980    | Spanien      |
| Luis Roberto Álvarez | 1. April 1982      | Spanien      |
| Antonio Cosme        | 15. März 1983      | Spanien      |
| Diego Gallego        | 9. Juni 1982       | Spanien      |
| Iván Gilmartín       | 14. April 1983     | Spanien      |
| Víctor Gomes         | 9. August 1981     | Spanien      |
| José Herrada         | 1. Oktober 1985    | Spanien      |
| Bruno Lima           | 5. November 1985   | Portugal     |
| David Martin         | 11. April 1980     | Spanien      |
| Enrique Mata Cabello | 15. Juni 1985      | Spanien      |
| Martin Mata Cabello  | 1. Februar 1984    | Spanien      |
| Sergio Pardilla      | 16. Januar 1984    | Spanien      |
| Alberto Rodríguez    | 26. August 1982    | Spanien      |
| Jesús Tendero        | 30. September 1981 | Spanien      |
| Carlos Torrent       | 29. August 1974    | Spanien      |